# Alina Kabanova
Alina Kabanova (russisch Али́на Ю́рьевна Каба́нова ‚Alina Jurjewna Kabanowa‘; * 9. März 1982 in Sewastopol, damals Sowjetunion) ist eine ukrainisch-russische Pianistin.

## Leben
Alina Kabanova stammt aus Sewastopol (Halbinsel Krim). Als Zehnjährige erlangte sie 1992 einen Sonderpreis für junge Künstler der Moskauer Musikschule für begabte Kinder, wo sie bei Wera Gornostajewa studierte. Zur Ergänzung ihrer Studien kam Alina Kabanowa im Jahre 1999 an die Hochschule für Musik Münster, wo sie zunächst von Michael Keller und dann von Gregor Weichert unterrichtet wurde. Im Jahre 2004 setzte sie ihr Studium bei Volker Banfield und Jewgeni Koroljow an der Hochschule für Musik und Theater Hamburg fort. Im Jahre 2001 gewann sie den Förderpreis Musik der „Gesellschaft zur Förderung der westfälischen Kulturarbeit“ und wurde 2004 Stipendiatin der Rubinstein-Akademie Düsseldorf.
Die Orchèstre Symphonique de Lyon, Berliner Symphoniker, Krimer Staatsphilharmonie, Taurida Orchester Sankt Petersburg verpflichteten sie als Solistin. Seit 1995 spielte sie regelmäßig Tourneen in Russland, USA und Europa; in Deutschland gab sie seit 1999 ca. 1000 Konzerte.
Seit 2014 veranstaltet Kabanova mit der Unterstützung der Kulturbehörde und Senatskanzlei Hamburg die Festivals Tschaikowski-Tage Hamburg, Musik Hansa Kaliningrad, Arabesques in Sankt Petersburg und Musitektur# in Sankt-Blasien und hat Wiktor Tretjakow, David Geringas, Leonid Desjatnikow, Petru Muntianu, Wladimir Sorokin, Walter Plathe, die 12 Geiger des Bolschoi-Theaters Moskau und Solisten des Mariinski-Theaters Sankt Petersburg eingeladen.
Ab 2018 ist sie Inhaberin der Alina Kabanova Klavierakademie Hamburg. Seit dem Jahr 2020 spielt Alina Kabanova mit Giora Feidman, und seit 2021 mit Boris Kosak, einem ukrainischen Pianisten und Komponisten.

## Internationale Wettbewerbe
- Klavierwettbewerb in Senigallia (1995 / I)
- Wladimir-Krainjew-Wettbewerb (Charkow / 1996/II)
- Londoner Klavierwettbewerb (1998/I)
- Internationaler Poulenc-Wettbewerb (1999/D)

## Diskografie (Auswahl)
- Piano recital – die Werke von Schumann, Bach, Beethoven.[5] (2006)